# By the Time I Get to Phoenix
By The Time I Get To Phoenix é uma canção americana composta por Jimmy Webb que alcançou a segunda posição no "Country Charts" e a vigésima-sexta posição na "U.S.Pop charts"  na voz de Glen Campbell, em outubro de 1967.
Originalmente a canção foi gravada em 1965 por Johnny Rivers, sem alcançar grande projeção. Porém, quando o músico de estúdio e cantor Glen Campbell resolveu criar a sua versão para esta música e a lançou em compacto simples em 1967, ela estourou nas paradas de sucesso americanas.
Em 1967, Glen Campbell conquistou o prêmio Grammy (Best Contemporary Male Solo Vocal Performance) com a gravação desta canção.
Em 1968 Glen Campbell tornou a conquistar o Grammy, agora com o melhor álbum do ano, intitulado By The Time I Get To Phoenix e que continha a canção.
Em 2004,  a revista Rolling Stones em uma publicação que listava as "500 melhores canções de todos os tempos" (The RS 500 Greatest Songs of All Time) segundo uma pesquisa própria, classificou By The Time I Get To Phoenix no lugar de número 450.

## A Letra
A letra descreve a história de um homem que abandona a sua garota, presumivelmente em Los Angeles e parte para uma longa jornada pela estrada (Rota 66). Ele parte deixando um bilhete de despedida na porta (She'll find a note I left hangin' on her door) e passa a descrever o que ela provavelmente estaria fazendo enquanto ele vai galgando as localidades em sua viagem.
Em primeiro lugar a cidade de Phoenix no estado do Arizona enquanto a sua ex-amada está acordando (By the time I get to Phoenix, she'll be rising..).
Em seguida, Albuquerque no estado do Novo México quando ela já está no seu (dela) trabalho (By the time I make Albuquerque, she"ll be working..).
Por último na canção, ele atinge o estado de Oklahoma quando a sua ex-amada já está na cama dormindo (By the time I make Oklahoma, she'll be sleeping..).
Então, ele conclui esclarecendo já ter tentado abandoná-la outras vezes sem conseguir, apesar de tantas vezes ter alertado que algo não ia bem, mas que agora ela sabia que era para valer (…And she'll cry just to think I'd really leave her Tho' time and time I try to tell her so She just didn't know I would really go).
A grande controvérsia em relação à letra é quanto às distâncias. Pelas condições das estradas da Rota 66 em 1965 é improvável que alguém conseguisse alcançar os locais retratados, nas horas indicadas pelas atividades da ex-amada, em tão pouco tempo.
Quando ele atingiu Albuquerque, ela estaria no horário de almoço tentando ligar para casa e ver se ele estava lá. De Los Angeles a Albuquerque a distância é de mais de 1.300 quilômetros.
No último local indicado na canção, Oklahoma,  ele provalvelmente estaria à distância de quase dois mil quilômetros de Los Angeles, considerando a primeira cidade da fronteira do estado de Oklahoma, na Rota 66. Se for considerada como sua referência a cidade de Okalahoma, a distância seria maior ainda, de mais de 2.100 quilômetros.
Uma viagem normal de dois dias, e não no tempo de uma jornada diária (manhã, tarde e noite).

## Versões
Entre os muitos intérpretes desta canção, os mais conhecidos:
- Johnny Mathis
- Frank Sinatra
- James Brown
- Nick Cave
- Isaac Hayes
- Gary Puckett
- The Four Tops
- Richard Harris
- Dick Smith